# Petalura litorea
Petalura litorea là loài chuồn chuồn trong họ Petaluridae. Loài này được Theischinger miêu tả khoa học đầu tiên năm 1999.